# Nebulosa do Esquimó
A Nebulosa do Esquimó (NGC 2392), também conhecida como Nebulosa Cara de Palhaço ou Caldwell 39, é uma nebulosa planetária bipolar localizada na constelação dos Gémeos descoberta em 1787 pelo astrónomo William Herschel. A estrutura central da nebulosa, resultante de ventos fortes de partículas provenientes da estrela central outrora semelhante ao Sol, assemelha-se à cabeça de uma pessoa, enquanto que o disco exterior, composto por filamentos que chegam a ter anos-luz de comprimento, assemelha-se a um capuz de parka, daí o seu nome. 
Esta nebulosa encontra-se a uma distância de 6520±560 anos-luz, e pode ser vista num telescópio pequeno. Telescópios maiores irão revelar melhor a sua estrutura. 

## Dados históricos
A nebulosa foi descoberta a 17 de janeiro de 1787 por William Herschel. Ao observar o objeto a partir de Slough, em Inglaterra, ele descreveu-o como "Uma estrela de 9ª magnitude com um centro bem brilhante e nebulosidade igualmente dispersa por toda a volta. Um fenómeno muito notável".